# Detention (pel·lícula de 2011)
Detention és una pel·lícula slasher de comèdia negra estatunidenca del 2011 dirigida per Joseph Kahn, i coescrit amb Mark Palermo. La pel·lícula es va estrenar el març de 2011 a SXSW d'Austin, Texas. Detention és protagonitzada per Josh Hutcherson, Shanley Caswell, Spencer Locke, i Dane Cook.

## Argument
Un assassí en sèrie conegut com a Cinderhella està en llibertat i s'apropa al cos d'estudiants de Grizzly Lake High. Els espectadors es presenten als estudiants inadaptats Riley, Ione, Toshiba, Mimi i Clapton, així com a Sander, que està enamorat de Riley. El director de l'escola, Verge, els posa a tots en detenció fins a les 22:00 de la nit del ball, segur que un d'ells és l'assassí. Mentre estan detinguts, descobreixen que la mascota de l'ós de peluix de l'escola és en realitat una màquina del temps i que se suposa que el món s'acabarà l'any 1992 perquè la mare d'Ione, Sloane, es va negar a anar al ball de graduació amb Verge. També es revela que "Ione" és en realitat Sloane, que va aconseguir intercanviar cossos amb la seva filla i que la veritable Ione es troba al cos de Sloane l'any 1992. A través del cos de la seva filla, Sloane va robar l'enamorament de Riley, Clapton, provocant conflictes en la seva amistat.
Utilitzen l'ós per viatjar en el temps al 1992, on la Ione els diu que vol quedar-se el 1992, ja que s'ha fet molt popular per conèixer totes les tendències. També s'assabenten que Sander és el veritable assassí i que Verge va destruir el món amb la seva ajuda. Encara que reticent, Ione accepta anar al ball de graduació amb Verge, que accepta no destruir el món. Riley també aprofita el viatge en el temps per evitar que el seu pare esdevingui alcohòlic.
Després de tornar, descobreixen que si bé el viatge en el temps va tenir alguns canvis, els assassinats encara es van produir. Riley i Clapton, que s'havien convertit en parella després de les revelacions d'Ione/Sloan, són atacats per un Sander gelós. Els tres lluiten i Sander és assassinat després de ser empalat als ullals de la mascota de l'ós.
La pel·lícula conclou mostrant que alguns dels estudiants, dos dels quals són Riley i Clapton, estan sortint ara. La Ione, que es va quedar al cos de la seva mare, es va casar amb Verge després que ella es va adonar que eren compatibles i sovint enfadats a causa de Sloan. Aleshores, el món és envaït per extraterrestres basats en plantes, molestos perquè els humans hagin menjat i destruït plantes.

## Repartiment

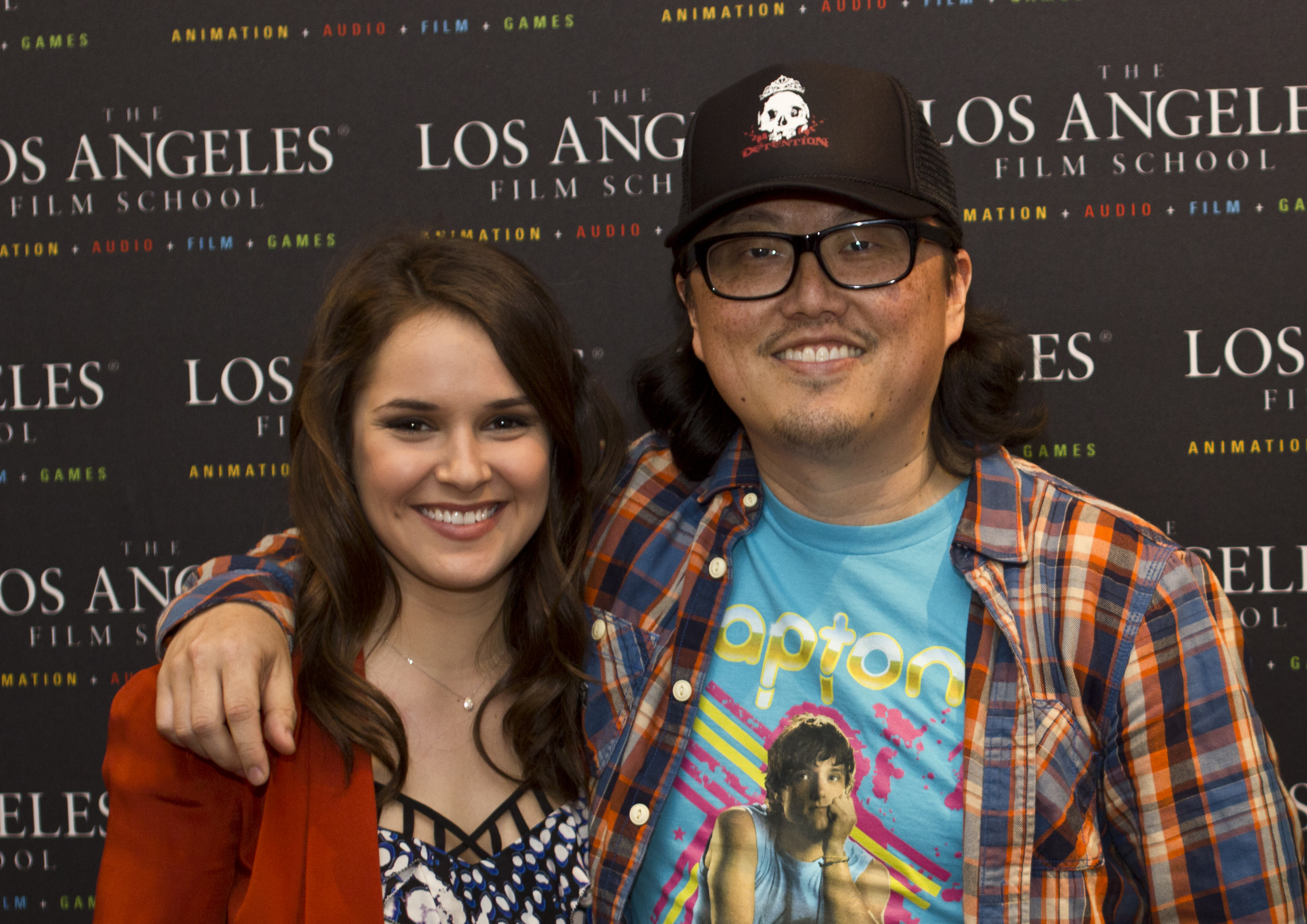
El director Joseph Kahn i l'actriu Shanley Caswell a la projecció de Detention a LA Film School, abril de 2012

- Josh Hutcherson com a Clapton Davis
- Shanley Caswell com a Riley Jones
- Spencer Locke com Ione Foster / Sloan Foster
- Aaron David Johnson com a Sander Sanderson
- Walter Perez com Elliot Fink
- Dane Cook com a director Karl Verge
- Erica Shaffer com a Sloan Foster
- Yves Bright com el senyor Kendall
- Parker Bagley com a Billy Nolan
- Tiffany Boone com a Mimi
- Alison Woods com Taylor Fisher
- Lindsey Morgan com a Alexis Spencer
- Jonathan "Dumbfoundead" Park com a Toshiba
- Travis "Organik" Fleetwood com a Gord
- Marque Richardson com a Toby T.
- Will Wallace com Doug Jones
- Ron Jeremy com a Bella Bèstia
- Richard Brake com el Sr. Nolan
- Percy Daggs com el nen Jock
- James Black com a entrenador Cooper

## Producció
Finançat en gran part pel mateix Joseph Kahn, fotografia principal va començar a Los Angeles l'agost de 2010 i va acabar el rodatge l'octubre de 2010. El director de fotografia, Christopher Probst, va rodar la pel·lícula digitalment a Red Ones. El supervisor d'efectes visuals del conjunt de producció és Chris Watts i supervisió d'efectes visuals de postproducció per Ingenuity Engine a Hollywood, Califòrnia. El disseny de producció de la pel·lícula va ser fet per Marcelle Gravel.

## Estrena
Sony Pictures Worldwide Acquisitions va adquirir els drets de distribució mundial d'aquesta pel·lícula. La pel·lícula es va estrenar a cinemes seleccionats als Estats Units el 13 d'abril de 2012 per Samuel Goldwyn Films, seguit d'una estrena canadenca el 27 d'abril.
La pel·lícula es va estrenar a través de DVD i Blu-ray el 31 de juliol de 2012.

## Recepció

### Resposta crítica
A Rotten Tomatoes, la pel·lícula té un índex d'aprovació del 42% basat en 45 comentaris, amb una mitjana ponderada de 5,10/10 amb el consens que afirma: "L'estil cinètic implacable del director Joseph Kahn dóna a Detention una puntada rebel, però la sobrecàrrega d'idees impedeix que aquesta combinació de gènere s'uneixi mai en un tot satisfactori".
A Metacritic, que assigna una puntuació normalitzada a les crítiques, la pel·lícula té una puntuació mitjana ponderada de 45 sobre 100, basada en 14 crítics, que indica "crítiques mixtes o mitjanes".
Justine Elias de Slant Magazine va donar a la pel·lícula 3/4 estrelles, escrivint: "Per als fans de gore atrets pel cartell i el tràiler, Detention serà decebedorament poc gore. Però si els pelegrins de la cultura pop tenen la intenció de descobrir un premi subterrani, no busqueu més." Brett Gallman a Oh, the Horror! va donar-li una crítica positiva, escrivint: "Intel·ligent, divertida i igualment plena de violència i cor, Detention no és només un horror de nivell superior: és tot el següent nivell, una reafirmació del cinema que altera els sentits". R.L. Shafer d’IGN la va anomenar "una pel·lícula sorprenentment significativa i potent sobre la naturalesa de la falta de sentit i els seus efectes condemnadors sobre la més jove generació".
David Nusair de Reel Film Reviews va atorgar a la pel·lícula 2/4 estrelles mixtes, escrivint, "mentre que Kahn mereix algun crèdit per haver intentat alguna cosa diferent dins del gènere de pel·lícules per a adolescents,"Detention" és simplement (i finalment) massa estranya i massa fora de lloc per convertir-se en alguna cosa més que una curiositat lleugerament divertida." Nicolas Rapold de The New York Times va donar a la pel·lícula una crítica negativa, escrivint: "Una altra entrada d'autoconscient, Detention és una comèdia de terror afegit positivament amb referències retro." Peter Hartlaub de The San Francisco Chronicle odiava la pel·lícula, "Hi haurà espectadors joves que proclamen aquest geni, i públics més durs que ho troben tortuós. Si no esteu piulant ni enviant missatges de text combinats 50 vegades o més al dia, probablement esteu a l'últim camp."

### Reconeixements
Detention va guanyar el Premi del Jurat Juvenil al Festival Internacional de Cinema de Seattle 2011. La pel·lícula també va guanyar el premi L'Écran Fantastique 2011 al Festival de Cinema Fantasia de Montreal, així com el Premi Midnight Extreme a Sitges. El Frightfest de Londres li va donar el premi més gran sorpresa i l'organitzador Alan Jones va nomenar Detention com la seva pel·lícula preferida del festival el 2011. El crític Devin Faraci va titllar Detention "Cinema boig, hipercinètic i de següent nivell." Drew McWeeny de Hitfix la va descriure com una "comèdia de terror maníaca per a la generació de Twitter". Quint d'Aint-It-Cool-News va elogiar "la comèdia de cultura pop adolescent que viatge en el temps Detention és un tren de mercaderies fugitiu d'energia frenètica!" Renn Brown de CHUD va dir "Detention podria ser completament brillant (5 de 5 estrelles)." Kevin Sommerfield de Slasher Studios també li va fer una crítica entusiasta i afirmava que la pel·lícula "és Scream es troba amb Scott Pilgrim amb un guió o dos de Kaboom, és un còctel salvatge."